# 临贺故城
24°19′41″N 111°39′36″E / 24.32806°N 111.66000°E
临贺故城位于中国广西壮族自治区贺州市八步区贺街镇，是中国古代县治延续时间最长的城址，2001年被列为第五批全国重点文物保护单位。
临贺县始设于西汉元鼎六年（前111年），县治在贺水东岸、今贺街镇大鸭村（大鸭村城址）。西汉末城被毁，遂迁至临水与贺水交汇为贺江处的洲尾（洲尾城址）。不久即被洪水冲毁，东汉初迁至临水西岸、今河西村（河西城址），并一直延续下来。随着经济发展，在河西城址对岸又逐渐形成附属城区，即河东城址。在四个城址附近，已发现六个古墓群和一处宋营盘，并出土从西汉到民国时期的大量文物。